# Josef Kaczor
Josef Kaczor, detto Jupp (Hamm, 23 marzo 1953), è un ex calciatore tedesco, di ruolo attaccante.

## Palmarès

### Club

#### Competizioni internazionali
- Coppa Piano Karl Rappan: 1

Bochum: 1978